# ارزش‌گذاری اوراق قرضه
ارزش گذاری اوراق قرضه (به انگلیسی: Bond valuation) تعیین قیمتی منصفانه برای اوراق قرضه است. برای هر سرمایه‌گذاری سرمایه یا ورقه بهادار، قیمت تئوریک منصفانه اوراق قرضه، ارزش فعلی جریان نقدی است که انتظار تولید آن می رود. بنابراین ارزش اوراق قرضه با تنزیل جریان نقد مورد انتظار اوراق قرضه به وسیله نرخ تنزیل مناسب تعیین می‌گردد.
اگر ورقه قرضه شامل گزینه های اختیاری باشد، ارزش گذاری آن مشکل تر است و با ترکیب کردن قیمت‌گذاری اختیارها و تنزیل بدست می‌آید. وابسته به نوع اختیار، صرف اختیار از قیمتی که به طور مستقیم محاسبه شده کسر شده یا به آن اضافه می گردد و نهایتاً ارزش ورقه قرضه بدست می‌آید.